# Interstate 4
Interstate 4 (I-4) é uma rodovia interestadual localizada inteiramente no estado americano da Flórida, mantida pelo Florida Department of Transportation (FDOT). Estendendo-se por 212,92 km (132,30 milhas) ao longo de um eixo geralmente sudoeste-nordeste, a I-4 é totalmente concorrente da State Road 400 (SR 400). No oeste, a I-4 começa em um cruzamento com a I-275 em Tampa. A I-4 faz interseção com várias vias expressas importantes ao atravessar a Flórida Central, incluindo a U.S. Route 41 (US 41) em Tampa; US 301 perto de Riverview; I-75 perto de Brandon; US 98 em Lakeland; US 27 em Davenport não incorporada; US 192 em Celebration; Florida's Turnpike em Orlando; e US 17 e US 92 em vários cruzamentos. No leste, a I-4 termina em um cruzamento com a I-95 em Daytona Beach, enquanto a SR 400 continua por aproximadamente mais quatro milhas (6,4 km) e termina em um cruzamento com a US 1 na linha da cidade de Daytona Beach e South Daytona.
A construção da I-4 começou em 1958; o primeiro segmento foi inaugurado em 1959, e toda a rodovia foi concluída em 1965. O projeto "I-4 Ultimate" supervisionou a construção de pistas expressas com pedágio variável e várias reformas no trecho de 34 km da rodovia que se estende da Kirkman Road (SR 435; saída 75) em Orlando até a SR 434 (saída 94) em Longwood. O projeto foi iniciado em 2015, e as pistas expressas foram abertas ao tráfego em 26 de fevereiro de 2022. Anteriormente, o canteiro central da I-4 entre Tampa e Orlando era a rota planejada de uma linha ferroviária de alta velocidade, agora cancelada; no entanto, a Brightline, uma rota ferroviária interurbana, planeja usar o direito de passagem da I-4 para expandir seu serviço até Tampa. Do ponto de vista político, o "corredor da I-4" é uma região estratégica, dado o grande número de eleitores indecisos em um grande estado decisivo.